# The Carnation Kid
The Carnation Kid è un film del 1929 di E. Mason Hopper, girato in versione muta (della durata 1.917,2 metri), a cui poi vennero aggiunte delle scene parlate che furono affidate alla regia del neozelandese Leslie Pearce. Il film venne distribuito sia nella versione muta che in quella sonora, usando il sistema MovieTone, con musiche ed effetti sonori, arrivando alla lunghezza complessiva, al montaggio finale, di 2.215 metri di pellicola.

## Trama
Clarence Kendall, mentre si sta recando per lavoro (è un venditore di macchine da scrivere) in una piccola città di provincia, incontra sul treno un gangster, soprannominato "the Carnation Kid", che sta andando anche lui nella stessa città per far fuori Crawford Whitely, un procuratore distrettuale che lo sta perseguendo senza posa. Il gangster, però, obbliga l'onesto commesso viaggiatore a prendere il suo posto. Così, quando Kendall scende dal treno, viene scambiato dalla criminalità locale per l'altro. Accolto con tutti gli onori, viene installato nel più lussuoso albergo cittadino. Kendall riuscirà comunque a sventare i piani del Kid, salvando la vita di Whitey. Ne sposerà, poi, anche la figlia, la bellissima Doris, mentre il Kid, dal canto suo, finirà dietro le sbarre.

## Produzione
Il film fu prodotto dalla Christie Film Company.

## Distribuzione
Il copyright del film, richiesto dalla Paramount Famous Lasky Corp., fu registrato il 1º marzo 1929 con il numero LP176. Distribuito dalla Paramount Pictures, il film uscì nelle sale statunitensi il 2 marzo 1929 dopo essere stato presentato il 26 febbraio in prima a New York.